# Безграничный Бэтмен: Роботы против мутантов
«Безграничный Бэтмен: Роботы против мутантов» (англ. Batman Unlimited: Mechs vs. Mutants) — третий мультипликационный фильм из серии «Безграничный Бэтмен», предназначенный для домашнего просмотра. Премьера фильма состоялась 24 июля 2016 года на фестивале San Diego Comic-Con International в Сан-Диего.

## Сюжет
После неудачной поимки Джокера Дэмиен Уэйн, новый Робин, изучает главных противников Бэтмена и наталкивается на Пингвина, с которым никогда не встречался.
После событий фильма «Безграничный Бэтмен: Животные инстинкты» Пингвин обитает в Антарктиде, досаждая своим присутствием мистеру Фризу, и мечтает вернуться в Готэм, чтобы отомстить Бэтмену. Он убеждает мистера Фриза, открывшего способность превращать живых существ в монстров, отправиться в лечебницу Аркхем, откуда они освобождают Бэйна, Убийцу Крока, Глиноликого и Химо. Используя химические свойства этих суперзлодеев, Мистер Фриз создаёт препарат для превращения в мегамонстров. Убийца Крок становится первым, испытавшим действие препарата на себе, и, достигнув гигантских размеров, направляется к Готэму. Следом за ним устремляется мутировавший Химо.
Бэтмен и Робин пытаются остановить Крока и Химо, но им это не удаётся. Флэш, Найтвинг и Зелёная Стрела спасают горожан от разрушений, причинённых мутантами. Понимая, что в планы мистера Фриза входит превратить всю Землю в арктическую зону, Пингвин с помощью препарата украденного пингвином Баззом, превращает в мутантов Глиноликого и Бэйна. Мистер Фриз сбегает, а Пингвин посылает своих монстров победить Бэтмена. Бэйн, однако, стремится свести счёты с Убийцей Кроком. Глиноликий из-за нестабильности формулы препарата становится гигантской огненной лавой и нападает на Бэтмена и Робина.
Бэтмен отдаёт Робину бэтмобиль и поручает отвлечь Глиноликого, а сам, управляя созданным доктором Лэнгстромом гигантским роботом-Бэтменом, сражается с Кроком и Бэйном и побеждает их. Затем он бросается на помощь Оливеру Куину, сражающемуся внутри робота-Зелёной Стрелы с Химо. Вместе они одерживают победу над монстром. Тем временем Робин, Найтвинг и Флэш под руководством Лэнгстрома собирают лазерную установку для борьбы с Глиноликим. Мистер Фриз усовершенствует установку и замороживает мутанта. Побеждённые злодеи отправляются в лечебницу Аркхем. После окончания действия препарата Глиноликий выбирается из ледяного плена и скрывается в канализации.

## Роли озвучивали
- Бэтмен — Роджер Крейг Смит
- Мистер Фриз — Одед Фер
- Пингвин — Дэна Снайдер
- Робин — Люсьен Додж
- Зелёная Стрела — Крис Диамантопулос
- Найтвинг — Уилл Фридел
- Флэш — Чарли Шлаттер
- Бэйн — Карлос Алазраки
- Убийца Крок — Джон Ди Маджо
- Глиноликий — Дейв Би Митчелл